# フランツ・ホーファー

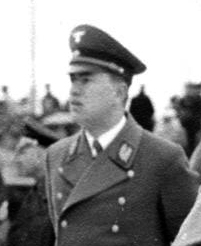
フランツ・ホーファー

フランツ・ホーファー（Franz Hofer , 1902年11月27日 - 1975年2月18日）は、ドイツの政治家。チロル＝フォアアールベルクの国家代理官、また国家社会主義ドイツ労働者党のチロル＝フォアアールベルク帝国大管区指導者。最終階級は国家社会主義自動車軍団大将。

## 略歴
オーストリア＝ハンガリー帝国のホーフガスタインのホテル経営者の息子として生まれる。1922年からインスブルックで自営業を始める。1931年9月に国家社会主義ドイツ労働者党に入党（党員番号610,451）。
1932年4月にインスブルックの管区指導者となり、7月にはチロル大管区の副大管区指導者となる。そのわずか４ヶ月後の11月27日にチロルの大管区指導者に任命される。
オーストリアにおけるナチ党の活動が禁止後の1933年6月にホーファーは逮捕された。チロルの裁判所で2年間の懲役の有罪判決を受けるが、1933年8月30日に突撃隊によって刑務所から解放された。この時に発砲によって負傷している。脱獄後、最初はイタリアに、それからドイツへと逃亡してニュルンベルク党大会に参加している。負傷回復後の1937年にオーストリア人党員ドイツ支部長に任命され、1938年まで務めた。
アンシュルス（オーストリア併合）後は、1938年5月にチロル＝フォアアールベルク帝国大管区指導者に任命され、同時にチロル州知事も兼任している。1940年には、チロル＝フォアアールベルクの国家代理官に任じられた。
1943年のイタリア降伏後、9月10日にボーツェン・トリエント・ベルーノ地方総督及びアルプス山脈前方地作戦区域最高委員に任命された。
1944年9月に国民突撃隊チロル＝フォアアールベルク帝国大管区指導者に任命され、同年11月6日に、継戦の根拠地としてアルプス国家要塞の建設を提議した。1945年4月12日にヒトラーと面会した。アイデアに興味を持ったヒトラーは、4月17日に軍需省次官のカール＝オットー・ザウルと協議させた。4月29日にアルプス国家要塞国家委員に任命された。
5月6日に、アメリカ軍に逮捕された。だが1948年に脱走し、偽名を使ってルール地方に住んだ。後に本名を名乗って商売を始め、金属工場を経営する。戦後の非ナチ化裁判では本人不在のまま懲役10年が、オーストリアにおいては1949年6月に死刑判決が下された。また1953年7月に、ミュンヘンの上告審で強制労働収容所での懲役3年5ヶ月の刑が言い渡された。
1959年にデュースブルク地方上級裁判所検察庁によって捜査手続きが開始されるが、1963年に中断された。ホーファーは1975年2月18日にミュールハイム・アン・デア・ルールで死去した。